# Walter Evans Edge
Pour les articles homonymes, voir Edge.
Walter Evans Edge, né le 20 novembre 1873 à Philadelphie (États-Unis) et mort le 29 octobre 1956 à New York (États-Unis), est un homme politique américain. Il est notamment deux fois gouverneur du New Jersey (1917-1919 et 1944-1947) et ambassadeur des États-Unis en France (1929-1933).